# Polystachya pergibbosa
Polystachya pergibbosa är en orkidéart som beskrevs av Joseph Marie Henry Alfred Perrier de la Bâthie. Polystachya pergibbosa ingår i släktet Polystachya och familjen orkidéer. Inga underarter finns listade i Catalogue of Life.